# Listă de cântăreți de șlagăre
Listă alfabetică a cântăreților de șlagăre internaționale.

## A
```
* 
Salvatore Adamo
 
* 
Ines Adler
 
* 
Markus Agosti
 
* 
Brigitte Ahrens
 
* 
Hans Albers
 
* 
Gaby Albrecht
 
* 
Peter Alexander
 
* 
Alexandra 
 
* 
Allessa
 
* 
Irene Ambrus
 
* 
Christian Anders
 
* 
Elga Andersen
 
* 
Lale Andersen
 
* 
G. G. Anderson
 
* 
Wolfgang André
 
* 
Kathrin Andreè
 
* 
Chris Andrews
 
* 
Nino de Angelo
 
* 
Anna-Lena
 
* 
Anne-Karin
 
* 
Antonia aus Tirol
 
* 
Uwe Arkuszewski
 
* 
Norman Ascot
 
* 
Tom Astor
 
* 
Julia Axen
```

## B
```
* 
Alice Babs
 
* 
Kristina Bach
 
* 
Vivi Bach
 
* 
Gus Backus
 
* 
Doina Badea
 
* 
Gaby Baginsky
 
* 
Mona Baptiste
 
* 
Rosy Barsony
 
* 
Cenk Bașoğlu
 
* 
Frans Bauer
 
* 
Uschi Bauer
 
* 
Hans-Jürgen Bäumler
 
* 
Jörg Bausch
 
* 
Inka Bause
 
* 
Axel Becker
 
* 
Markus Becker 
 
* 
Peter Beil
 
* 
Belsy
 
* 
Ralf Bendix
 
* 
Oliver Bendt
 
* 
Karl Berbuer
 
* 
Andrea Berg
 
* 
Melitta Berg
 
* 
Tanja Berg
 
* 
Gaby Berger
 
* 
Manuel Berger
 
* 
Olaf Berger
 
* 
Lars Berghagen
 
* 
Loredana Berté
 
* 
Fred Bertelmann
 
* 
Rainer Bertram
 
* 
Elke Best
 
* 
Hans-Jürgen Beyer
 
* 
Bianca 
 
* 
Ernie Bieler
 
* 
Bino
 
* 
Roy Black
 
* 
Roberto Blanco
 
* 
Hans Blum 
 
* 
Dennis Bogner
 
* 
Jens Bogner
 
* 
Volkmar Böhm
 
* 
Werner Böhm
 
* 
Graham Bonney
 
* 
Pat Boone
 
* 
Andy Borg
 
* 
Marco Borsato
 
* 
Botho-Lucas-Chor
 
* 
Gerd Böttcher
 
* 
Jacqueline Boyer
 
* 
Will Brandes
 
* 
Ruth Brandin
 
* 
Helga Brauer
 
* 
Freddy Breck
 
* 
Uta Bresan
 
* 
Teresa Brewer
 
* 
Bernhard Brink
 
* 
Dieter Brink
 
* 
Corry Brokken
 
* 
Peggy Brown
 
* 
Inge Brück
 
* 
Heidi Brühl
 
* 
Albin Bucher
 
* 
Bully Buhlan
 
* 
Nora Bumbiere
 
* 
Anita Burck
 
* 
Lou van Burg
 
* 
Uwe Busse
```

## C
```
* 
René Carol
 
* 
Howard Carpendale
 
* 
Raffaella Carrà
 
* 
Rudi Carrell
 
* 
Mircea Nicolae Cârțișorean
 
* 
Vittorio Casagrande
 
* 
Karel Černoch
 
* 
Chantal 
 
* 
Jacky Cheung
 
* 
Horst Chmela
 
* 
Michaela Christ
 
* 
Dennie Christian
 
* 
Gerd Christian
 
* 
Tony Christie
 
* 
Gigliola Cinquetti
 
* 
Marc Claasen
 
* 
Petula Clark
 
* 
Claudia Christina
 
* 
Bernd Clüver
 
* 
Alma Cogan
 
 * 
Costa Cordalis
 
* 
Carmela Corren
 
* 
Oliver Corvino
 
* 
Werner Cyprys
```

## D
```
* 
Dalida
 
* 
Joe Dassin
 
* 
Anne-Marie David
 
* 
De Aal
 
* 
Kevin De Winter
 
* 
Doddy Delissen
 
* 
Claudio Deri
 
* 
Rica Déus
 
* 
Drafi Deutscher
 
* 
Georges Dimou
 
* 
Sacha Distel
 
* 
DJ Ötzi
 
* 
Chris Doerk
 
* 
Daisy Door
 
* 
Susi Dorée
 
* 
Kay Dörfel
 
* 
Jürgen Drews
 
* 
Simone Drexel
 
* 
Angèle Durand
```

## E
```
* 
Gerhard Ebeler
 
* 
Katja Ebstein
 
* 
Wolfgang Edenharder
 
* 
Hartmut Eichler
 
* 
Kurt Elsasser
 
* 
Detlef Engel
 
* 
Engelbert 
 
* 
Anna Eriksson
 
* 
Margot Eskens
```

## F
```
* 
Ina-Maria Federowski
 
* 
Camillo Felgen
 
* 
Paola Felix
 
* 
Linda Feller
 
* 
Wolfgang Fierek
 
* 
Axel Fischer 
 
* 
Helene Fischer
 
* 
Veronika Fischer
 
* 
Gerd Fitz
 
* 
Walter Fitz
 
* 
Joy Fleming
 
* 
Grete Fluss
 
* 
Thomas Forstner
 
* 
Alberto Fortis 
 
* 
Connie Francis
 
* 
Oliver Frank
 
* 
Christian Franke 
 
* 
Renée Franke
 
* 
Peter Frankenfeld
 
* 
Franziska 
 
* 
Dagmar Frederic
 
* 
Ute Freudenberg
 
* 
Petra Frey
 
* 
Nicole Freytag
 
* 
Maja Catrin Fritsche
 
* 
Cornelia Froboess
 
* 
Fred Frohberg
 
* 
Leo Fuld
```

## G
```
* 
Elisa Gabbai
 
* 
Gerda Gabriel
 
* 
Gunter Gabriel
 
* 
France Gall
 
* 
Nunzio Gallo
 
* 
Alexandra Geiger
 
* 
Günter Geißler
 
* 
Danyel Gérard
 
* 
Gilbert 
 
* 
Rex Gildo
 
* 
Gilla 
 
* 
Ekkehard Göpelt
 
* 
Karel Gott
 
* 
Elfi Graf
 
* 
Ingo Graf
 
* 
Rocco Granata
 
* 
Graziano 
 
* 
Monika Grimm
 
* 
Ludwig Gruber 
 
* 
Benjamin Grund
 
* 
Nana Gualdi
```

## H
```
* 
Nico Haak
 
* 
Waltraut Haas
 
* 
Gitte Hænning
 
* 
Willy Hagara
 
* 
Friedel von Hagen
 
* 
Nina Hagen
 
* 
Oliver Haidt
 
* 
Magda Hain
 
* 
Stefan Hallberg
 
* 
Hanne Haller
 
* 
Heidi Hansen
 
* 
Michael Hansen
 
* 
Françoise Hardy
 
* 
Harmony Boys
 
* 
Hans Hass 
 
* 
Monika Hauff
 
* 
André Hazes
 
* 
Michael Heck
 
* 
Johannes Heesters
 
* 
Heino
 
* 
Heintje
 
* 
Margot Hellwig
 
* 
Maria Hellwig
 
* 
Helmut aus Mallorca
 
* 
Klaus-Dieter Henkler
 
* 
Olaf Henning
 
* 
Friedel Hensch
 
* 
Ted Herold
 
* 
Trude Herr
 
* 
Die Herren Wunderlich
 
* 
Eberhard Hertel
 
* 
Stefanie Hertel
 
* 
Katharina Herz
 
* 
Monika Herz
 
* 
Margot Hielscher
 
* 
Jonny Hill
 
* 
Vince Hill
 
* 
Jörg Hindemith
 
* 
Hansi Hinterseer
 
* 
Wolfgang Hofer
 
* 
Anita Hofmann
 
* 
Will Höhne
 
* 
Höhner
 
* 
Tony Holiday
 
* 
Andreas Holm
 
* 
Michael Holm
 
* 
Wyn Hoop
 
* 
Guildo Horn
 
* 
Chris Howland
```

## I
```
* 
Ibo 
 
* 
Bata Illic
 
* 
Eike Immel
 
* 
Siw Inger
 
* 
Lili Iwanowa
```

## J
```
* 
Jacqueline Jacob
 
* 
Anna Jantar
 
* 
Jazz Gitti
 
* 
Uwe Jensen
 
* 
Sven Jenssen
 
* 
Bibi Johns
 
* 
Tanja Jonak
 
* 
Johnny Jordaan
 
* 
Francine Jordi
 
* 
Claudia Jung
 
* 
Andrea Jürgens
 
* 
Steffen Jürgens
 
* 
Udo Jürgens
 
* 
Sir Tom Jones
```

## K
```
* 
Alfie Khan
 
* 
Roland Kaiser
 
* 
Greetje Kauffeld
 
* 
Mara Kayser
 
* 
Lonny Kellner
 
* 
Chris Kempers
 
* 
Karin Kent
 
* 
Tommy Kent
 
* 
Renate Kern
 
* 
Alice Kessler
 
* 
Ellen Kessler
 
* 
Gaby King
 
* 
Marco Kloss
 
* 
Gabriele Kluge
 
* 
Hildegard Knef
 
* 
Johanna von Koczian
 
* 
Dorthe Kollo
 
* 
Peter René Körner
 
* 
Daniel Kovac
 
* 
Kati Kovács
 
* 
Su Kramer
 
* 
Hannelore Kramm
 
* 
Peter Kraus
 
* 
Toni Kraus
 
* 
Mickie Krause
 
* 
Henning Krautmacher
 
* 
Waterloo 
 
* 
Wolter Kroes
 
* 
Wolfgang Kubach 
 
* 
Dieter Thomas Kuhn
 
* 
Paul Kuhn
 
* 
Lenny Kuhr
 
* 
Evelyn Künneke
```

## L
```
* 
Aurora Lacasa
 
* 
Klaus Lage
 
* 
Detlev Lais
 
* 
Wilma Landkroon
 
* 
Franzl Lang
 
* 
Lara 
 
* 
Tanja Lasch
 
* 
Andy Lau
 
* 
Peter Lauch
 
* 
Martin Lauer
 
* 
Daliah Lavi
 
* 
Zarah Leander
 
* 
Leo Leandros
 
* 
Vicky Leandros
 
* 
Volker Lechtenbrink
 
* 
Leon 
 
* 
Leonard 
 
* 
Liane 
 
* 
Pepe Lienhard
 
* 
Lill-Babs
 
* 
Gitta Lind
 
* 
Robby Lind
 
* 
Stephanie Lindbergh
 
* 
Anita Lindblom
 
* 
Patrick Lindner
 
* 
Vivian Lindt
 
* 
Wolfgang Lippert
 
* 
Nina Lizell
 
* 
Irina Loghin
 
* 
Lolita 
 
* 
Mark Lorenz
 
* 
Bruce Low
 
* 
Thomas Lück 
 
* 
Gary Lux
```

## M
```
* 
Maggie Mae
 
* 
Marion Maerz
 
* 
Marco Majewski
 
* 
Jimmy Makulis
 
* 
Liselotte Malkowsky
 
* 
Siw Malmkvist
 
* 
Dany Mann
 
* 
Martin Mann
 
* 
Pirkko Mannola
 
* 
Manuela 
 
* 
Peggy March
 
* 
Jürgen Marcus
 
* 
Charlotte Marian
 
* 
Imca Marina
 
* 
Danny Marino
 
* 
Tony Marshall
 
* 
Ina Martell
 
* 
Piera Martell
 
* 
Elke Martens
 
* 
Andreas Martin
 
* 
Monika Martin
 
* 
Tony Martin 
 
* 
Ulli Martin
 
* 
Nella Martinetti
 
* 
Mireille Mathieu
 
* 
Waldemar Matuška
 
* 
Tanja May
 
* 
Martin Mendes
 
* 
Melina Mercouri
 
* 
Kim Merz
 
* 
Michelle 
 
* 
Ray Miller
 
* 
Willy Millowitsch
 
* 
Irving Mills
 
* 
Angelika Milster
 
* 
Milva
 
* 
Mina 
 
* 
Billy Mo
 
* 
Olivia Molina
 
* 
Gerti Möller
 
* 
Ruth Mönch
 
* 
Monique 
 
* 
Matt Monro
 
* 
Monica Morell
 
* 
Manfred Morgan
 
* 
Michael Morgan
 
* 
Nana Mouskouri
 
* 
Maria Mucke
 
* 
Pierre-Antoine Muracioli
 
* 
Horst Muys
 
* 
Wencke Myhre
```

## N
```
* 
Ernst Neger
 
* 
Leila Negra
 
* 
Vanessa Neigert
 
* 
Roland Neudert
 
* 
Hans Joachim Neumann
 
* 
Nic 
 
* 
Nicki 
 
* 
Nicole 
 
* 
Nik P.
 
* 
Nilsen Brothers
 
* 
Nina 
 
* 
Ulla Norden
 
* 
Nora Nova
 
* 
Gabi Novak
```

## O
```
* 
Manfred Oberdörffer 
 
* 
Anja Odenthal
 
* 
Esther Ofarim
 
* 
Rainer Oleak
 
* 
Géraldine Olivier
 
* 
Peter Orloff
 
* 
Willi Ostermann
```

## P
```
* 
Gino Paoli
 
* 
Teddy Parker
 
* 
Patrizius
 
* 
Rita Paul
 
* 
Ralf Paulsen
 
* 
Rita Pavone
 
* 
Margareta Pâslaru
 
* 
Oto Pestner
 
* 
Ingrid Peters
 
* 
Peter Petrel
 
* 
Achim Petry
 
* 
Brigitt Petry
 
* 
Wolfgang Petry
 
* 
Ursula Peysang
 
* 
Eva Maria Pieckert
 
* 
Marc Pircher
 
* 
Donato Plögert
 
* 
Erika Pluhar
 
* 
Edina Pop
 
* 
Bally Prell
 
* 
Karin Prohaska
 
* 
Alla Borissowna Pugatschowa
 
* 
James W. Pulley
```

## Q
```
* 
Freddy Quinn
```

## R
```
* 
Max Raabe
 
* 
Peter Rafael
 
* 
Tina Rainford
 
* 
Dunja Rajter
 
* 
Bill Ramsey
 
* 
Fred Rauch
 
* 
Willy Reichert
 
* 
Kristin Rempt
 
* 
Jürgen Renfordt
 
* 
Heike Renner
 
* 
Cliff Richard
 
* 
Mady Riehl
 
* 
Norbert Rier
 
* 
Chris Roberts 
 
* 
Ivo Robić
 
* 
Rosanna Rocci
 
* 
Mike Roger
 
* 
Marika Rökk
 
* 
Roland W.
 
* 
Ronny
 
* 
Mary Roos
 
* 
Stefan Roos
 
* 
Marianne Rosenberg
 
* 
Semino Rossi
 
* 
Vicky Rosti
 
* 
Sofija Rotaru
 
* 
Demis Roussos
 
* 
Tanja Rübcke
 
* 
Peter Rubin
 
* 
Gaby Rückert
 
* 
Marion Rung
 
* 
Hartwig Runge
 
* 
Bernd Rusinski
 
* 
RyanDan
```

## S
```
* 
Željko Samardžić
 
* 
Torben Sander
 
* 
Billy Sanders
 
* 
Amélie Sandmann
 
* 
Oswald Sattler
 
* 
Wolfgang Sauer
 
* 
Schäfer Heinrich
 
* 
Heike Schäfer
 
* 
Christian Schafrik
 
* 
Michael Schanze
 
* 
Illo Schieder
 
* 
Franz Schier
 
* 
Paul Schmidhauser
 
* 
Sonja Schmidt
 
* 
Alexandra Schmied
 
* 
Jürgen Schmitt
 
* 
Jupp Schmitz
 
* 
Willy Schneider 
 
* 
Manfred Schnelldorfer
 
* 
Benny Schnier
 
* 
Frank Schöbel
 
* 
Susan Schubert
 
* 
Hartmut Schulze-Gerlach
 
* 
Rudi Schuricke
 
* 
Klaus-Peter Schweizer
 
* 
Peter Sebastian
 
* 
Rico Seith
 
* 
Willi Seitz
 
* 
Joe Sentieri
 
* 
Ivica Šerfezi
 
* 
Séverine
 
* 
Sandie Shaw
 
* 
Ricky Shayne
 
* 
Ireen Sheer
 
* 
Sheila 
 
* 
Bianca Shomburg
 
* 
Florian Silbereisen
 
* 
Erik Silvester
 
* 
Hans-Arno Simon
 
* 
Pat Simon
 
* 
Frank Sinatra junior
 
* 
Jan Smit
 
* 
Suzy Solidor
 
* 
Bobby Solo
 
* 
Klaus Sommer
 
* 
Diana Sorbello
 
* 
Kirsti Sparboe
 
* 
Dan Spătaru
 
* 
Bernd Spier
 
* 
Margit Sponheimer
 
* 
Bonnie St. Claire
 
* 
André Stade
 
* 
Karin Stanek
 
* 
Peter Steffen
 
* 
Michael Stein 
 
* 
Tommy Steiner
 
* 
Toni Steingass
 
* 
Simone Stelzer
 
* 
Stephanie 
 
* 
Claudia Stern
 
* 
Nina Stern
 
* 
Anna Katharina Stoll
 
* 
Dina Straat
 
* 
Conny Strauch
 
* 
Max Strecker
 
* 
Sandra Studer
 
* 
Stephan Sulke
 
* 
Bert Suplie
 
* 
Hansi Süssenbach
 
* 
Suzie (Sängerin)
 
* 
Ljudmila Georgijewna Sykina
```

## T
```
* 
Reijo Taipale
 
* 
Kari Tapio
 
* 
Zola Taylor
 
* 
Tobias Thalhammer
 
* 
Gretl Theimer
 
* 
Oliver Thomas
 
* 
Karl Timmermann
 
* 
Tobee
 
* 
Tonia
 
* 
Vico Torriani
 
* 
Tim Toupet
 
* 
Zlatko Trpkovski
 
* 
Teresa Tutinas
```

## U
```
* 
Siegfried Uhlenbrock
 
* 
Neda Ukraden
 
* 
Georges Ulmer
```

## V
```
* 
Vader Abraham
 
* 
Laima Vaikule
 
* 
Lena Valaitis
 
* 
Caterina Valente
 
* 
Vice Vukov
```

## W
```
* 
Bärbel Wachholz
 
* 
Stefan Waggershausen
 
* 
Sandy Wagner
 
* 
Lizzi Waldmüller
 
* 
Fritz Weber 
 
* 
Marianne Weber 
 
* 
Sibylle Weidemüller
 
* 
Alfons Weindorf
 
* 
Sandra Weiss
 
* 
Gerhard Wendland 
 
* 
Michael Wendler
 
* 
Jan Wennick
 
* 
Kjeld Wennick
 
* 
Juliane Werding
 
* 
Ilse Werner
 
* 
Walter Wessely
 
* 
Jürgen Westphal 
 
* 
Jack White 
 
* 
Roger Whittaker
 
* 
Angela Wiedl
 
* 
Peter Wieland
 
* 
Henk Wijngaard
 
* 
Gunnar Wiklund
 
* 
Christa Williams
 
* 
Gerrit Winter
 
* 
Henry de Winter
 
* 
Chris Wolff
 
* 
Katharina Wolff
 
* 
Rüdiger Wolff
 
* 
Ramona Wulf
 
* 
Paul Würges
 
* 
Paloma Würth
```

## Y
```
* 
Tina York
 
* 
Yovanna
```

## Z
```
* 
Rudolf Zawrel
 
* 
Helga Zerrenz
 
* 
Wolfgang Ziegler
 
* 
Sonja Ziemann
```